# Liste des présidents de l'Inde

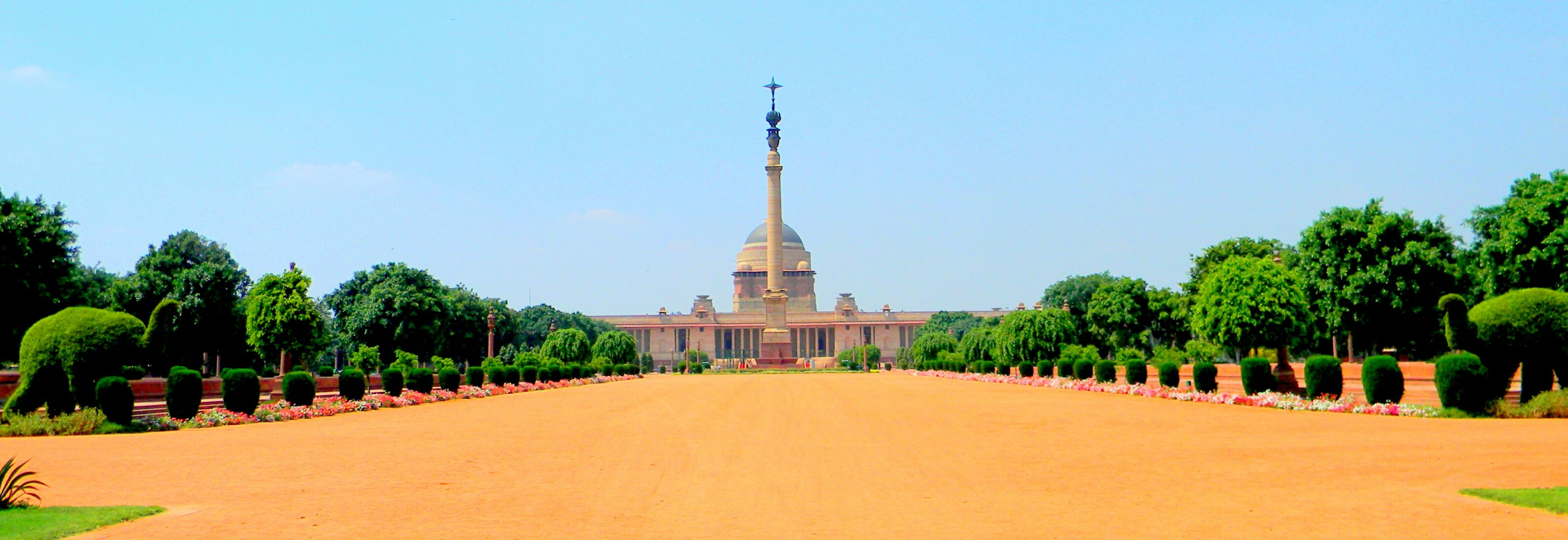
Rashtrapati Bhavan est la résidence officielle des présidents de l'Inde.

Cette page dresse la liste des présidents de l'Inde par ordre chronologique depuis l'adoption de la Constitution en 1950.
Le président de l'Inde est élu par un collège électoral composé des membres du Parlement indien et des législatures des États. Son mandat est de cinq ans. L'Inde étant un régime parlementaire, les pouvoirs du président sont largement cérémoniels et la réalité du pouvoir exécutif est exercé par le Premier ministre.
La présidente de l'Inde depuis le 25 juillet 2022 est Droupadi Murmu.

## Liste
| Portrait | Portrait                            | Nom naissance-mort État d'origine             | Dates du mandat — Élections                      | Parti politique | Vice-présidents                              | Faits marquants | Premiers ministres           |
| -------- | ----------------------------------- | --------------------------------------------- | ------------------------------------------------ | --------------- | -------------------------------------------- | --- | ---------------------------- |
| 1        |                                     | Rajendra Prasad 1884-1963 Bihar               | 26 janvier 1950 - 13 mai 1962 — 1950, 1952, 1957 | Congrès         | Sarvepalli Radhakrishnan                     | Premier président après l'indépendance, Prasad est d'abord élu en 1950 par l'Assemblée constituante puis réélu en 1952 après la tenue des premières élections générales et de nouveau en 1957,. Ancien participant au mouvement pour l'indépendance, il se retire des activités partisanes du Congrès à son élection. Il est le seul président à effectuer deux mandats. | Jawaharlal Nehru (1950-1964) |
| 2        |                                     | Sarvepalli Radhakrishnan 1888-1975 Madras     | 13 mai 1962 - 13 mai 1967 — 1962                 | Indépendant     | Zakir Hussain                                | Radhakrishnan est un philosophe et écrivain, vice-chancelier de l'université de l'Andhra et de l'université hindoue de Bénarès, il est vice-président de 1952 à 1962 et reçoit la Bharat Ratna en 1954. Il est le premier président issu d'Inde du Sud. | Jawaharlal Nehru (1950-1964) |
| 2        | Gulzarilal Nanda (1950-1964)        | Sarvepalli Radhakrishnan 1888-1975 Madras     | 13 mai 1962 - 13 mai 1967 — 1962                 | Indépendant     | Zakir Hussain                                | Radhakrishnan est un philosophe et écrivain, vice-chancelier de l'université de l'Andhra et de l'université hindoue de Bénarès, il est vice-président de 1952 à 1962 et reçoit la Bharat Ratna en 1954. Il est le premier président issu d'Inde du Sud. |                              |
| 2        | Lal Bahadur Shastri (1964-1966)     | Sarvepalli Radhakrishnan 1888-1975 Madras     | 13 mai 1962 - 13 mai 1967 — 1962                 | Indépendant     | Zakir Hussain                                | Radhakrishnan est un philosophe et écrivain, vice-chancelier de l'université de l'Andhra et de l'université hindoue de Bénarès, il est vice-président de 1952 à 1962 et reçoit la Bharat Ratna en 1954. Il est le premier président issu d'Inde du Sud. |                              |
| 2        | Gulzarilal Nanda (1966-1966)        | Sarvepalli Radhakrishnan 1888-1975 Madras     | 13 mai 1962 - 13 mai 1967 — 1962                 | Indépendant     | Zakir Hussain                                | Radhakrishnan est un philosophe et écrivain, vice-chancelier de l'université de l'Andhra et de l'université hindoue de Bénarès, il est vice-président de 1952 à 1962 et reçoit la Bharat Ratna en 1954. Il est le premier président issu d'Inde du Sud. |                              |
| 2        | Indira Gandhi (1966-1977)           | Sarvepalli Radhakrishnan 1888-1975 Madras     | 13 mai 1962 - 13 mai 1967 — 1962                 | Indépendant     | Zakir Hussain                                | Radhakrishnan est un philosophe et écrivain, vice-chancelier de l'université de l'Andhra et de l'université hindoue de Bénarès, il est vice-président de 1952 à 1962 et reçoit la Bharat Ratna en 1954. Il est le premier président issu d'Inde du Sud. |                              |
| 3        |                                     | Zakir Hussain 1897-1969 Andhra Pradesh        | 13 mai 1967 - 3 mai 1969 — 1967                  | Indépendant     | Varahagiri Venkata Giri                      | Vice-chancelier de l'université musulmane d'Aligarh et vice-président de 1962 à 1967, Hussain est le premier président musulman de l'Inde. Il meurt en cours de mandat. |                              |
| —        |                                     | Varahagiri Venkata Giri 1894-1980 Orissa      | 3 mai 1969 - 20 juillet 1969                     | Congrès         | —                                            | Vice-président, Giri assure l'intérim après la mort de Hussain. Il démissionne pour se présenter à l'élection présidentielle qui suit. |                              |
| —        |                                     | Mohammad Hidayatullah 1905-1992 Uttar Pradesh | 20 juillet 1969 - 24 août 1969                   | Indépendant     | —                                            | Juge en chef de l'Inde, Hidayatullah est président par interim après la démission de Giri. |                              |
| 4        |                                     | Varahagiri Venkata Giri 1894-1980 Orissa      | 24 août 1969 - 24 août 1974 — 1969               | Congrès         | Gopal Swarup Pathak                          | Ancien ministre et diplomate, vice-président de 1967 à 1969, Giri devient président à la suite de la mort de Hussain. Il est la seule personne à avoir été président par interim et président de plein exercice. |                              |
| 5        |                                     | Fakhruddin Ali Ahmed 1905-1977 Delhi          | 24 août 1974 - 11 février 1977 — 1974            | Congrès         | Basappa Danappa Jatti                        | Ancien ministre, Ahmed est président alors qu'Indira Gandhi impose l'état d'urgence au pays. Il meurt en cours de mandat. |                              |
| —        |                                     | Basappa Danappa Jatti 1912-2002 Karnataka     | 11 février 1977 - 25 juillet 1977                | Congrès         | —                                            | Ancien ministre en chef du Mysore, Jatti est vice-président de 1974 à 1979,. Il devient président par intérim à la mort d'Ahmed. |                              |
| —        | Morarji Desai (1977-1979)           | Basappa Danappa Jatti 1912-2002 Karnataka     | 11 février 1977 - 25 juillet 1977                | Congrès         | —                                            | Ancien ministre en chef du Mysore, Jatti est vice-président de 1974 à 1979,. Il devient président par intérim à la mort d'Ahmed. |                              |
| 6        |                                     | Neelam Sanjiva Reddy 1913-1996 Andhra Pradesh | 25 juillet 1977 - 25 juillet 1982 — 1977         | Janata Party    | Basappa Danappa Jatti Mohammad Hidayatullah  | Ancien ministre en chef de l'Andhra Pradesh, Reddy est élu président de la Lok Sabha après les élections législatives de 1977, les premières perdues par le Congrès. Quelques semaines après, il est élu président de l'Inde. |                              |
| 6        | Charan Singh (1979-1980)            | Neelam Sanjiva Reddy 1913-1996 Andhra Pradesh | 25 juillet 1977 - 25 juillet 1982 — 1977         | Janata Party    | Basappa Danappa Jatti Mohammad Hidayatullah  | Ancien ministre en chef de l'Andhra Pradesh, Reddy est élu président de la Lok Sabha après les élections législatives de 1977, les premières perdues par le Congrès. Quelques semaines après, il est élu président de l'Inde. |                              |
| 6        | Indira Gandhi (1980-1984)           | Neelam Sanjiva Reddy 1913-1996 Andhra Pradesh | 25 juillet 1977 - 25 juillet 1982 — 1977         | Janata Party    | Basappa Danappa Jatti Mohammad Hidayatullah  | Ancien ministre en chef de l'Andhra Pradesh, Reddy est élu président de la Lok Sabha après les élections législatives de 1977, les premières perdues par le Congrès. Quelques semaines après, il est élu président de l'Inde. |                              |
| 7        |                                     | Giani Zail Singh 1916-1994 Pendjab            | 25 juillet 1982 - 25 juillet 1987 — 1982         | Congrès         | Mohammad Hidayatullah Ramaswamy Venkataraman | Ancien ministre en chef du Pendjab et ancien ministre, Singh est secrétaire général du Mouvement des non-alignés de 1983 à 1986. |                              |
| 7        | Rajiv Gandhi (1984-1989)            | Giani Zail Singh 1916-1994 Pendjab            | 25 juillet 1982 - 25 juillet 1987 — 1982         | Congrès         | Mohammad Hidayatullah Ramaswamy Venkataraman | Ancien ministre en chef du Pendjab et ancien ministre, Singh est secrétaire général du Mouvement des non-alignés de 1983 à 1986. |                              |
| 8        |                                     | Ramaswamy Venkataraman 1910-2009 Tamil Nadu   | 25 juillet 1987 - 25 juillet 1992 — 1987         | Congrès         | Shankar Dayal Sharma                         | Emprisonné par les Britanniques lors du mouvement pour l'indépendance, Venkataraman est ancien ministre des finances et de la défense puis vice-président de 1984 à 1987,. |                              |
| 8        | Vishwanath Pratap Singh (1989-1990) | Ramaswamy Venkataraman 1910-2009 Tamil Nadu   | 25 juillet 1987 - 25 juillet 1992 — 1987         | Congrès         | Shankar Dayal Sharma                         | Emprisonné par les Britanniques lors du mouvement pour l'indépendance, Venkataraman est ancien ministre des finances et de la défense puis vice-président de 1984 à 1987,. |                              |
| 8        | Chandra Shekhar (1990-1991)         | Ramaswamy Venkataraman 1910-2009 Tamil Nadu   | 25 juillet 1987 - 25 juillet 1992 — 1987         | Congrès         | Shankar Dayal Sharma                         | Emprisonné par les Britanniques lors du mouvement pour l'indépendance, Venkataraman est ancien ministre des finances et de la défense puis vice-président de 1984 à 1987,. |                              |
| 8        | P.V. Narasimha Rao (1991-1996)      | Ramaswamy Venkataraman 1910-2009 Tamil Nadu   | 25 juillet 1987 - 25 juillet 1992 — 1987         | Congrès         | Shankar Dayal Sharma                         | Emprisonné par les Britanniques lors du mouvement pour l'indépendance, Venkataraman est ancien ministre des finances et de la défense puis vice-président de 1984 à 1987,. |                              |
| 9        |                                     | Shankar Dayal Sharma 1918-1999 Madhya Pradesh | 25 juillet 1992 - 25 juillet 1997 — 1992         | Congrès         | Kocheril Raman Narayanan                     | Ancien ministre en chef du Madhya Pradesh puis ministre, Sharma a été plusieurs fois gouverneurs puis vice-président de 1987 à 1992 |                              |
| 9        | Atal Bihari Vajpayee (1996)         | Shankar Dayal Sharma 1918-1999 Madhya Pradesh | 25 juillet 1992 - 25 juillet 1997 — 1992         | Congrès         | Kocheril Raman Narayanan                     | Ancien ministre en chef du Madhya Pradesh puis ministre, Sharma a été plusieurs fois gouverneurs puis vice-président de 1987 à 1992 |                              |
| 9        | H. D. Deve Gowda (1996-1997)        | Shankar Dayal Sharma 1918-1999 Madhya Pradesh | 25 juillet 1992 - 25 juillet 1997 — 1992         | Congrès         | Kocheril Raman Narayanan                     | Ancien ministre en chef du Madhya Pradesh puis ministre, Sharma a été plusieurs fois gouverneurs puis vice-président de 1987 à 1992 |                              |
| 9        | Inder Kumar Gujral (1997-1998)      | Shankar Dayal Sharma 1918-1999 Madhya Pradesh | 25 juillet 1992 - 25 juillet 1997 — 1992         | Congrès         | Kocheril Raman Narayanan                     | Ancien ministre en chef du Madhya Pradesh puis ministre, Sharma a été plusieurs fois gouverneurs puis vice-président de 1987 à 1992 |                              |
| 10       |                                     | Kocheril Raman Narayanan 1920-2005 Kerala     | 25 juillet 1997 - 25 juillet 2002 — 1997         | Congrès         | Krishan Kant                                 | Ancien diplomate, vice-chancelier de l'université Jawaharlal Nehru, Narayanan est vice-président de 1992 à 1997,. Il est le premier président dalit |                              |
| 10       | Atal Bihari Vajpayee (1998-2004)    | Kocheril Raman Narayanan 1920-2005 Kerala     | 25 juillet 1997 - 25 juillet 2002 — 1997         | Congrès         | Krishan Kant                                 | Ancien diplomate, vice-chancelier de l'université Jawaharlal Nehru, Narayanan est vice-président de 1992 à 1997,. Il est le premier président dalit |                              |
| 11       |                                     | A. P. J. Abdul Kalam 1931-2015 Tamil Nadu     | 25 juillet 2002 - 25 juillet 2007 — 2002         | Indépendant     | Krishan KantBhairon Singh Shekhawat          | Kalam est un scientifique qui a joué un rôle majeur dans le développement des missiles et du programme nucléaire indien. Troisième musulman président du pays, populaire, il est surnommé le « président du peuple ». |                              |
| 11       | Manmohan Singh (2004-2014)          | A. P. J. Abdul Kalam 1931-2015 Tamil Nadu     | 25 juillet 2002 - 25 juillet 2007 — 2002         | Indépendant     | Krishan KantBhairon Singh Shekhawat          | Kalam est un scientifique qui a joué un rôle majeur dans le développement des missiles et du programme nucléaire indien. Troisième musulman président du pays, populaire, il est surnommé le « président du peuple ». |                              |
| 12       |                                     | Pratibha Patil née en 1934 Maharashtra        | 25 juillet 2007 - 25 juillet 2012 — 2007         | Congrès         | Mohammad Hamid Ansari                        | Ancienne gouverneure du Rajasthan, Patil est la première femme présidente de l'Inde,. |                              |
| 13       |                                     | Pranab Mukherjee 1935-2020 Bengale-Occidental | 25 juillet 2012 - 25 juillet 2017 — 2012         | Congrès         | Mohammad Hamid Ansari                        | Plusieurs fois ministres dans les gouvernements du Congrès, Mukherjee est élu en 2012. |                              |
| 13       | Narendra Modi (depuis 2014)         | Pranab Mukherjee 1935-2020 Bengale-Occidental | 25 juillet 2012 - 25 juillet 2017 — 2012         | Congrès         | Mohammad Hamid Ansari                        | Plusieurs fois ministres dans les gouvernements du Congrès, Mukherjee est élu en 2012. |                              |
| 14       |                                     | Ram Nath Kovind né en 1945 Uttar Pradesh      | 25 juillet 2017 - 25 juillet 2022 — 2017         | BJP             | Venkaiah Naidu                               | Ancien membre de la Rajya Sabha et ancien gouverneur du Bihar, Kovind est le second président dalit. |                              |
| 15       |                                     | Droupadi Murmu née en 1958 Odisha             | Depuis le 25 juillet 2022 — 2022                 | BJP             | Venkaiah NaiduJagdeep Dhankhar               | Initialement institutrice, c'est la première cheffe d'État d'origine tribale. |                              |